# جورج س. ولف
جورج س. ولف (بالإنجليزية: George C. Wolfe)‏ هو كاتب مسرحي ومخرج أمريكي، ولد في 23 سبتمبر 1954 في فرانكفورت في الولايات المتحدة.

## وصلات خارجية
- جورج س. ولف على موقع IMDb (الإنجليزية)
- جورج س. ولف على موقع ألو سيني (الفرنسية)
- جورج س. ولف على موقع ميوزك برينز (الإنجليزية)
- جورج س. ولف على موقع أول موفي (الإنجليزية)
- جورج س. ولف على موقع قاعدة بيانات برودواي على الإنترنت (الإنجليزية)
- جورج س. ولف على موقع قاعدة بيانات الأفلام السويدية (السويدية)
- جورج س. ولف على موقع قاعدة بيانات الفيلم (الإنجليزية)
- جورج س. ولف على موقع كينوبويسك (الروسية)